# ЛОМО
Трижды ордена Ленина Ленинградское оптико-механическое объединение имени В. И. Ленина (АО «ЛОМО́») — российская компания, занимающаяся производством и реализацией оптико-механических и оптоэлектронных приборов. Предприятие оптико-механической промышленности СССР. Крупнейшее советское оптико-механическое производственно-конструкторское объединение.
С мая 2024 года входит в концерн «Калашников».
Предыдущие названия:
- Всесоюзный Трест Оптико-Механических предприятий (ВТОМП);
- Всесоюзное Объединение Оптико-Механической промышленности (ВООМП);
- Государственный оптико-механический завод имени ОГПУ (ГОМЗ);
- Ленинградское объединение оптико-механических предприятий (ЛООМП).

## История
Предприятие ведёт свою историю от оптического завода, построенного в 1914 году на Чугунной улице в Петрограде «Российским акционерным обществом оптических и механических производств», учреждённым 23 августа (5 сентября) 1913 года. Первым директором завода был А. Л. Гершун. На первом этапе своей деятельности завод выпускал приборы для проверки прицельных линий пушек, прицелы, стереотрубы, перископы для артиллерии. В 1915 году на заводе работало около трёхсот человек, в 1916 году — около девятисот.
В сентябре 1921 года предприятие стало называться Государственным оптическим заводом (ГОЗ). В 1924 году был образован «Трест оптико-механического производства» (ТОМП), в состав которого вошли Государственный оптический завод (ул. Чугунная, 20) и Государственные мастерские метеорологических и точных приборов имени т. Евдокимова (19-я линия В. О., 10).

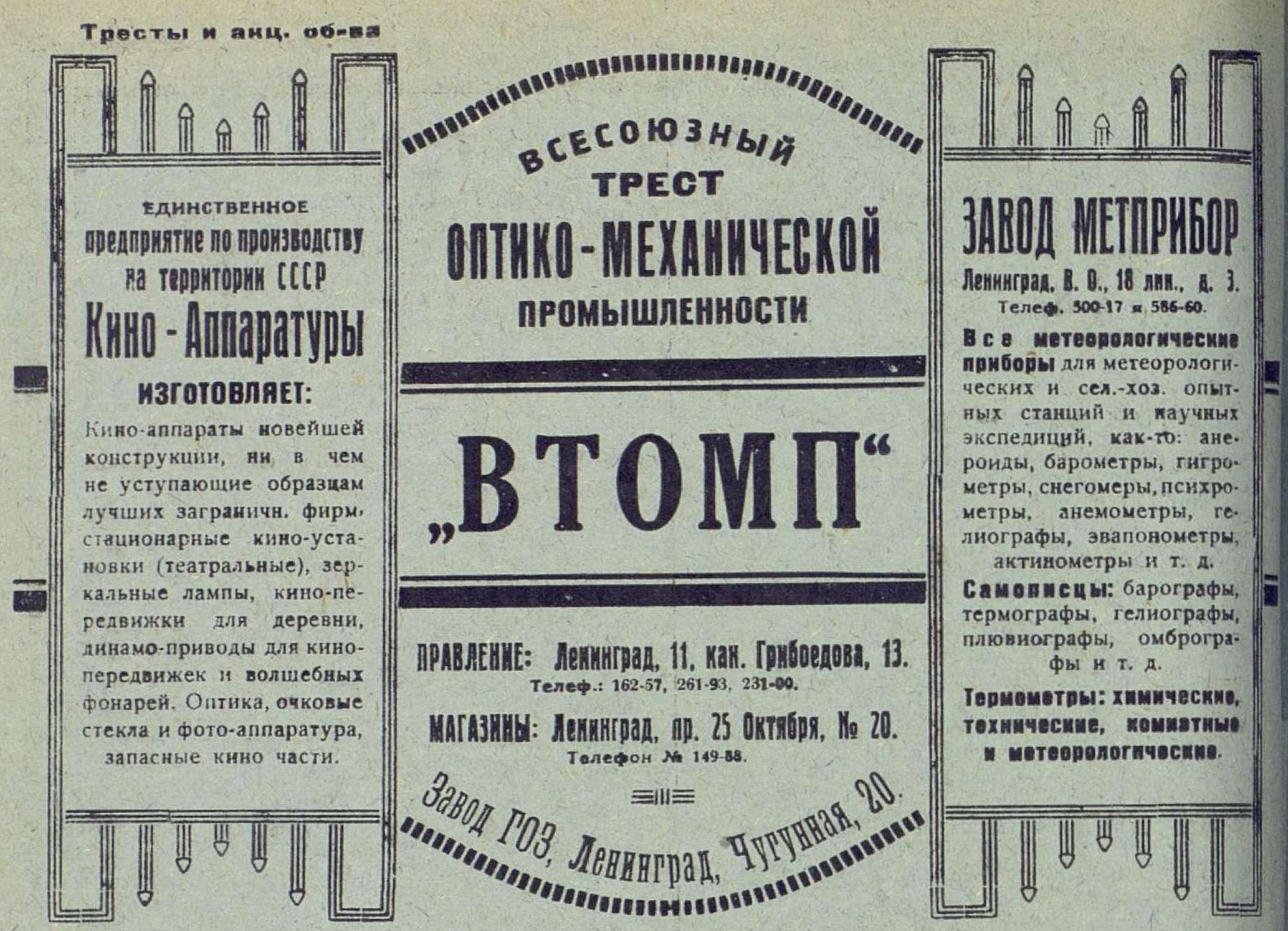
Реклама треста, 1930 год.

В 1923 году Государственным оптическим заводом был разработан передвижной кинопроекционный аппарат «ГОЗ», использующий лампу накаливания. Этот аппарат нашёл широкое применение в кинофикации деревни. В 1924 году на заводе был создан первый отечественный стационарный кинопроектор «Русь», использующий дуговую лампу. В 1930 году был начат серийный выпуск первого советского массового любительского фотоаппарата «Фотокор № 1».
29 декабря 1929 года решением Совета Труда и Обороны СССР ТОМП был реорганизован и в его состав вошли Изюмский и Ленинградский заводы оптического стекла, а также Павшинский завод точной механики. Это новое объединение получило название «Всесоюзный Трест Оптико-Механических предприятий» (ВТОМП). В 1930 году ВТОМП снова сменил название на «Всесоюзное Объединение Оптико-Механической промышленности» (ВООМП). В том же 1930 году предприятие было переименовано в «Государственный оптико-механический завод имени ОГПУ» (ГОМЗ). В послевоенное время в ряде документов завод также именовался «Завод № 349 им. ОГПУ» и «П/я 412».
C 1962 года — было преобразовано в «Ленинградское оптико-механическое объединение» («ЛОМО»). К моменту создания «ЛОМО» в него вошли также заводы:
- «КИНАП» (кинооборудование)
- «Прогресс» (военная продукция — прицелы и прочее)
- «Опытный оптико-механический завод» («ООМЗ»)
- некоторые другие предприятия

C 1962 по 1965 годы предприятие также называлось «ЛООМП» («Ленинградское объединение оптико-механических предприятий»).
В 1993 году ЛОМО было приватизировано и получило название ОАО «ЛОМО», владельцами которого являются более 16 тысяч акционеров. На сегодняшний день в ОАО «ЛОМО» работает около 2 тысяч сотрудников.
В 1995 году ЛОМО создало совместное предприятие с крупнейшим немецким концерном по производству и обработке банкнот Гизеке & Девриент, для осуществления проекта по поставке сортировщиков банкнот в Банк России.
В октябре 2007 года по заказу американской компании «Luma Tech» на предприятии налажен выпуск киносъёмочных объективов «ILLUMINA», разработанных в современных оправах на основе советской оптики серии «ОКС». С конца 2011 года выпускается усовершенствованная серия кинооптики «ILLUMINA S35».

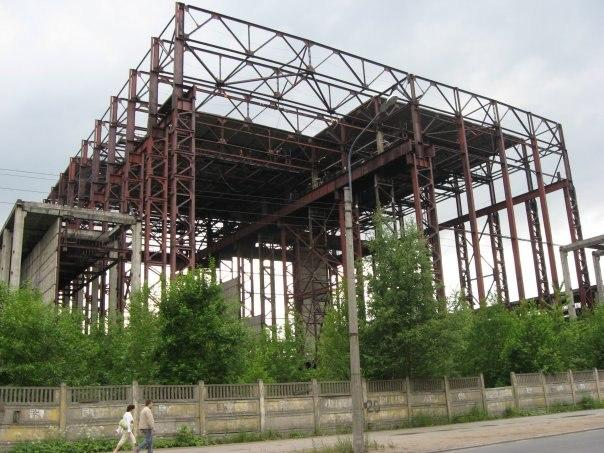
Недостроенный заброшенный цех ЛОМО на Полюстровском проспекте. Ныне снесён (фото до 2013 года)

## Директора
- 1914—1915 — Гершун, Александр Львович
- 1962—1986 — Панфилов, Михаил Панфилович
- 1986—1992 — Сергеев, Дмитрий Васильевич
- 1992—1997 — Клебанов, Илья Иосифович
- 1997—2005 — Кобицкий, Аркадий Семёнович
- 2005—2024 — Аронов, Александр Михайлович
- 2024 — н.в. — Владимиров, Дмитрий Анатольевич

## Известные сотрудники
- Захарьевский, Александр Николаевич (1894—1965) — советский учёный-оптотехник, лауреат Сталинской премии СССР (1949), член-корреспондент Академии артиллерийских наук (14.04.1947), доктор технических наук (1935), профессор (1936).
- Иоаннисиани, Баграт Константинович (1911—1985) — конструктор астрономических инструментов, Герой Социалистического Труда (1977), лауреат Ленинской премии (1957), доктор технических наук.
- Чехович, Георгий Владимирович (1891—1964) — член-корреспондент Академии артиллерийских наук (1947), лауреат Сталинской премии (1942), кандидат технических наук (1946), инженер-полковник (1950).

## Санкции
24 февраля 2023 года, в годовщину начала российского вторжения на Украину, компания внесена в санкционный список Великобритании. 1 апреля 2022 года компания внесена в санкционный список Украины за причастность к дестабилизации Украины или подрыву территориальной целостности или независимости Украины. 19 мая 2023 года компания ЛОМО и четыре связанные с ней предприятия попали под санкции США «за связь с активизацией усилий России по разработке оружия и связанных с ним систем». 18 декабря 2023 года компания внесена в санкционный список стран Евросоюза так как продукция компании «используется Вооруженными Силами России в ходе агрессивной войны России против Украины». По аналогичным основаниям компания находится под санкциями Японии.

## Продукция
Продукция гражданского назначения
- Телескопы:
  - «Телескоп БТА» крупнейший в мире с 1976 по 1993 годы оптический телескоп (зеркало для «БТА» было изготовлено на «ЛЗОС»).
  - «ЗТШ» — крупнейший в Евразии и третий в мире на момент постройки (1960 г.) оптический телескоп. На данный момент, наряду с «ЗТА» и «РОТ-54/2.6», второй по величине оптический телескоп на территории стран СНГ.
  - «ЗТА» — телескоп Бюраканской астрофизической обсерватории Академии наук Армении (1976 г.). На данный момент, наряду с «ЗТШ» и «РОТ-54/2.6», второй по величине оптический телескоп на территории стран СНГ.
  - «РТТ-150» («АЗТ-22», российско-турецкий 1,5-м оптический телескоп).
  - Телескопы серий «АВР», «АЗТ».
  - Меридианные круги, пассажные инструменты, зенитные телескопы, фотографические зенитные трубы, всё вместе выпускавшееся в рамках серии «АПМ» .
  - Телескопы для астрономов-любителей «Астел» («Astele») диаметром от 70 до 254 мм.
- Фотоаппараты «ЛОМО».
- Микроскопы:
  - универсальные измерительные (УИМ-21, УИМ-23, УИМ-29…);
  - металлографические (МЕТАМ);
  - медицинские/биологические (БИОЛАМ, МИКМЕД-5, МИКМЕД-6).
- Автоматизированные спектрометры «СФ-56» и «ИКС-40».
- Видеомагнитофоны ЛОМО ВК-1/2, ЛОМО-403.
- Кинопроекторы:
  - серии «23КПК»;
  - любительские, серии «Луч» («Луч», «Луч-2»).
- Киносъёмочные объективы для профессионального кинематографа. За период с 1963 по 1992 год изготовлено более 100 тысяч объективов серии «ОКС»[8].
- Оптическая система разведывательного спутника видовой разведки «Персона».
- Киносъёмочные аппараты:
  - любительские: «Аврора», «Лантан», «Нева», «Лада», «Спорт», «ЛОМО» (смотри Любительские киносъёмочные аппараты СССР).
  - любительские, семейства «ЛОМО-Аврора».
- Оптиметры (ИКГ-3, ИКВ-3).
- Фотоэлектрические системы МФС-7, МФС-8, ДФС-51.

Продукция военного и двойного назначения
Разработкой продукции военного и двойного назначения в структуре предприятия занималось Конструкторское бюро специальных оптических систем. Ниже приводится краткий список:
- Морские стереодальномеры ДМ-6, ДМ-3.
- Дальномеры ДМ-1.5, ДМ-3, ДМ-4, ДМ-8.
- Тумбы ДМ-3, ДМ-4, ПАУ-22, РВП-1, ВБК-1.
- Визир центральной наводки ВМЦ-2.
- Торпедный инклинометр.
- Стабилизированный визирный пост СВП.
- Перископы для подводных лодок: командирские перископы (перископы атаки) ПА-7.5, ПА-8.5, ПА-9, зенитные перископы, специальные перископы ПС-7, «С», «Д», ПАУ-22, ПЕР-27, ПЕР-166У
- Лазерный дальномер-прицел ДВУ-2.
- Станция лазерной подсветки радиооптического комплекса «Крона».
- Системы управления огнём.
- Танковые прицелы «Обь», «Иртыш».
- Авиационные прицелы.
- Прицельные приспособления, оптико-электронные и оптико-механические приборы для ЗПРК «Тунгуска», ЗСУ «Шилка», ЗРК «Стрела-10».
- Электронно-оптические взрыватели: «Аист-2», «Сокол-М», «Бекас-2».
- Приборы ночного видения («Рекон», «Рекон-2», «Рекон-3», «Рекон-4», «ОНВ-1», «Эльф», «Эльф-1»).
- Оптические прицелы (ПЕ, «Маугли», «ПО-1.5-4.5×20», «ПО-3.5», «ПО-3.5-2», «ПО-3-9×31», «ПО-4×31», «ПО-4-12×43», «ПО-6×36»)[19].
- Головки самонаведения для ракет различных классов, в том числе для ПЗРК «Стрела-2», «Игла», управляемых снарядов «Краснополь» и «Китолов»[19].
- Системы управления огнём для баллистических ракет «Булава», РТ-2ПМ «Тополь».
- Система наведения комплекса средств вооружений противоракетной и противокосмической обороны «Терра-3».
- Сверхлёгкий зеркально-линзовый объектив для космического аппарата ОТ-2.
- Оптическая система «Карат» для спутников видовой разведки «Барс-М», телескопы для спутников оптико-электронной разведки «Аракс».

## Основные акционеры
Доли акционеров в % к уставному капиталу:
- У юридических лиц — 59,07 %, в том числе
  - 18,74 % — ЗАО «Балтийское финансовое агентство» (номинальный владелец, представляет интересы Екатерины Праскуриной-Клебановой, дочери И. И. Клебанова)
  - 17,7 % — ООО «Спутник»
  - 9,25 % — АК «Aleria Ltd» (Кипр)
  - 7,81 % — ЗАО «Боси-Тренд» (генеральный директор Аронов А. М.)
- У физических лиц — 15,93 %[источник не указан 2771 день], в том числе
  - 19,5 % — Василий Валентинович Ильичев[21]
  - 10,743 % — Аронов А. М.
  - 7,22 % — у работников АО «ЛОМО»

## Образцы продукции

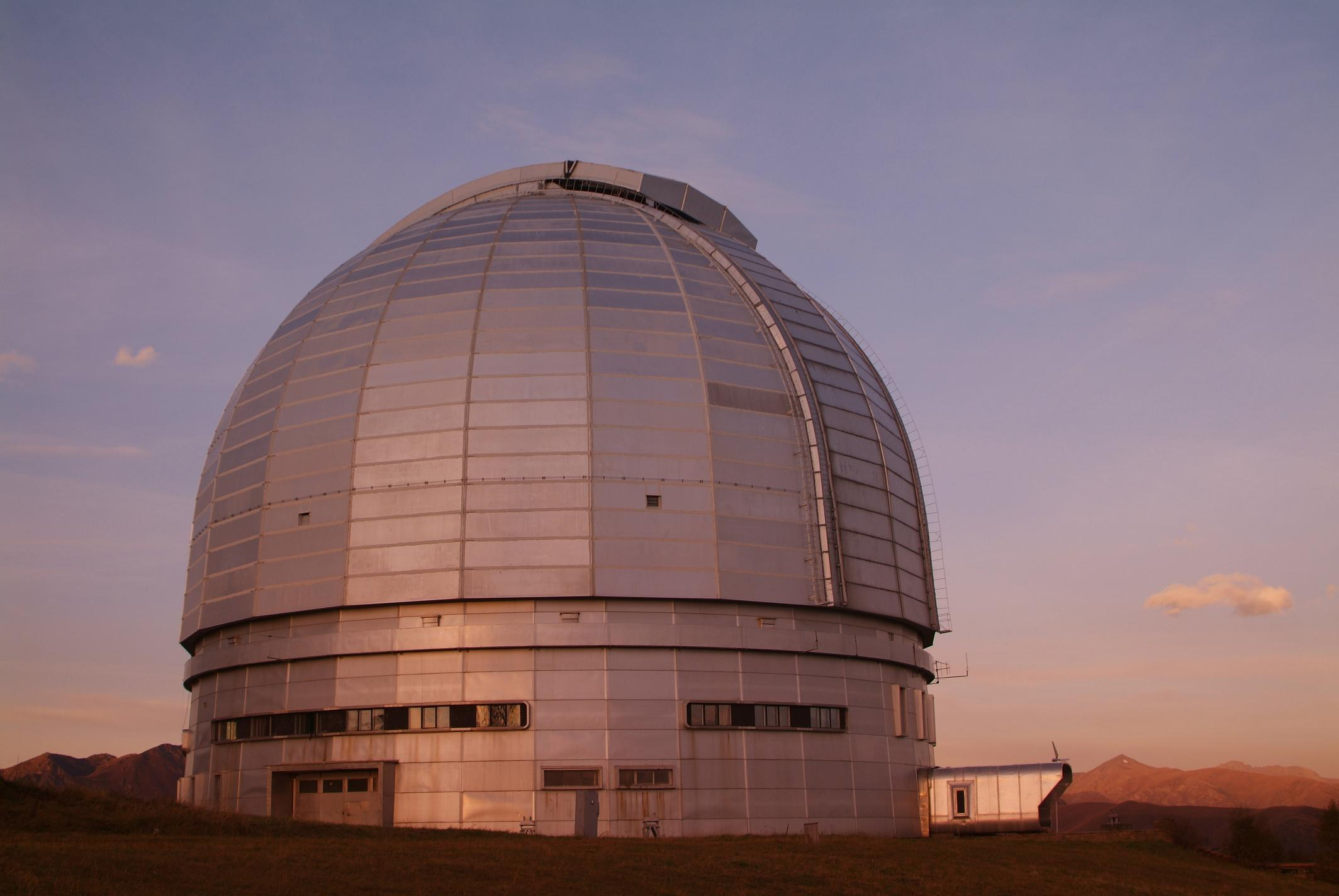
Телескоп БТА
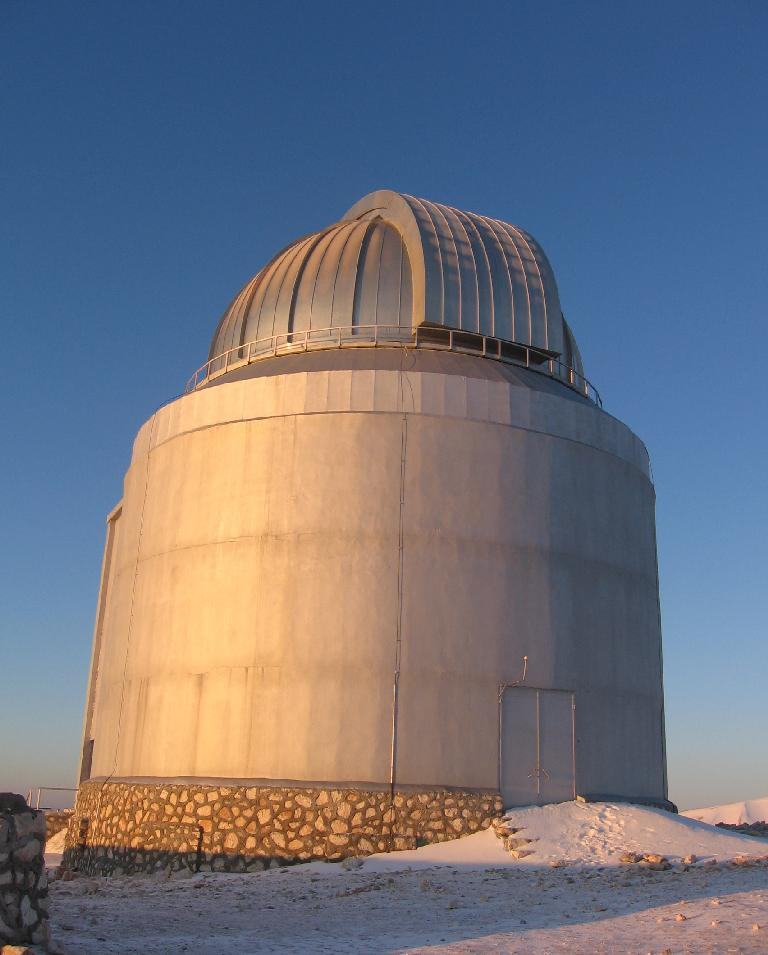
Телескоп РТТ-150
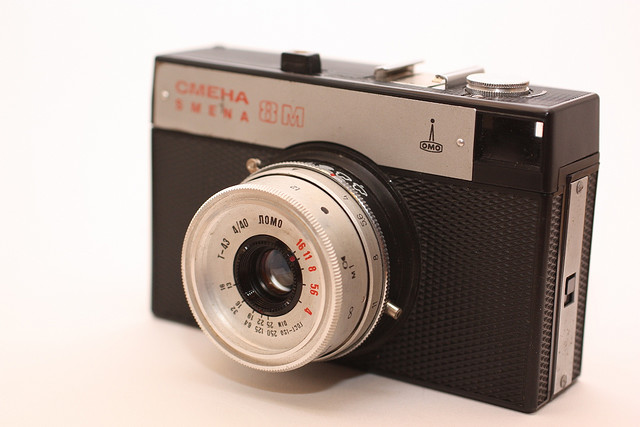
Фотоаппарат «Смена-8М»
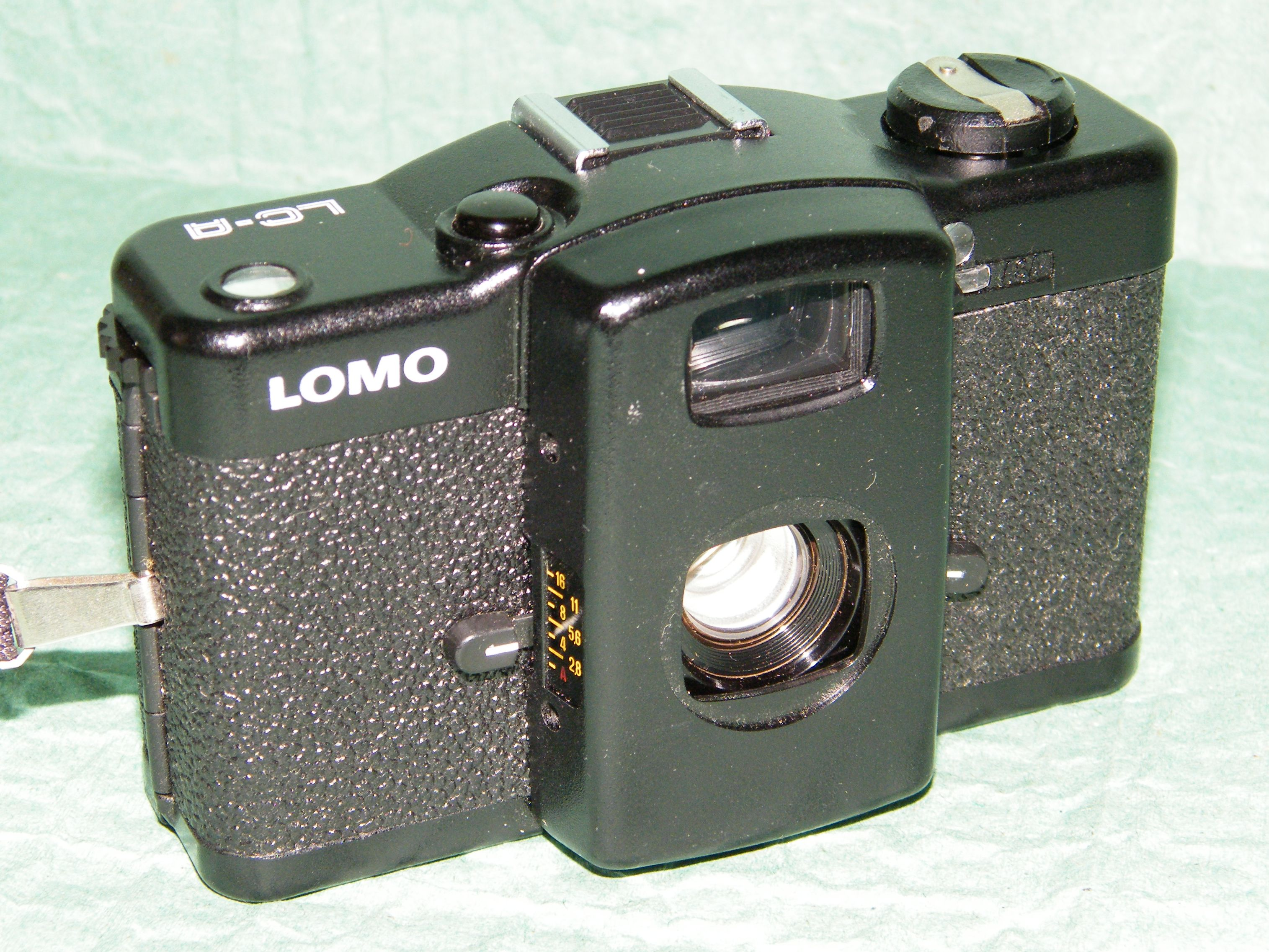
Фотоаппарат «ЛОМО Компакт-Автомат»

## Интересные факты
- В послевоенное время и до лета 1990 года под опекой ЛОМО находился знаменитый футбольный клуб «Зенит»[22].
- Фотоаппарат «ЛОМО Компакт-Автомат» и снимки, сделанные с его помощью, способствовали появлению нового направления в фотографии — ломографии.